# Little Bad Girl
«Little Bad Girl» —literalmente en español: «Pequeña niña mala»— es una canción realizada por el disc jockey francés David Guetta, con la colaboración del cantante y compositor británico Taio Cruz y el rapero estadounidense Ludacris. 
Fue lanzado como descarga digital el 27 de junio de 2011 por Virgin Records. Incluida como el segundo sencillo del álbum de estudio de Guetta, Nothing but the Beat. La canción fue escrita por Guetta, Cruz, Ludacris, Frédéric Riesterer y Giorgio Tuinfort. También fue incluida en el tercer álbum de estudio de Taio Cruz titulado TY.O.

## Video musical
Fue lanzado en YouTube el 11 de julio de 2011. Muestra a David Guetta anfitrión en una discoteca en la playa llamada "Endless Night", también cuenta con la aparición de Taio Cruz y Ludacris. 
Cuando Guetta ve que empieza a amanecer, la gente que fue invitada se dispersa a lo largo de la playa y todos se detienen frente al mar, causando que la Tierra gire en sentido contrario. Esto provoca que empiece a anochecer y que oscurezca de nuevo en otras partes del mundo. 
También se puede ver a Ludacris con un megáfono rapeando sus versos. Hacia el final del vídeo, comienza a elevarse de nuevo el sol y Guetta corre a repetir lo que había hecho antes.

## Lista de canciones y formatos
| Alemania - Formato CD |                                          |          |  |
| N.º                   | Título                                   | Duración |  |
| 1.                    | «Little Bad Girl» (Radio Edit)           | 3:11     |  |
| 2.                    | «Little Bad Girl» (Fedde Le Grand Remix) | 6:43     |  |

| Descarga digital y EP |                                           |          |  |
| N.º                   | Título                                    | Duración |  |
| 1.                    | «Little Bad Girl» (Radio Edit)            | 3:12     |  |
| 2.                    | «Little Bad Girl» (Extended Mix)          | 4:43     |  |
| 3.                    | «Little Bad Girl» (Norman Doray Remix)    | 6:48     |  |
| 4.                    | «Little Bad Girl» (Fedde Le Grand Remix)  | 6:43     |  |
| 5.                    | «Little Bad Girl» (Instrumental Club Mix) | 5:13     |  |

| Descarga digital |                                           |          |  |
| N.º              | Título                                    | Duración |  |
| 1.               | «Little Bad Girl» (Radio Edit)            | 3:12     |  |
| 2.               | «Little Bad Girl» (Instrumental Club Mix) | 5:11     |  |

## Posicionamiento en listas y certificaciones
| Lista (2011)                             | Máxima posición |
| ---------------------------------------- | --------------- |
| Alemania (Offizielle Deutsche Charts)    | 5               |
| Australia (ARIA)                         | 15              |
| Austria (Ö3 Austria Top 40)              | 5               |
| Bélgica (Flandes) (Ultratop 50)          | 10              |
| Bélgica (Valonia) (Ultratop 50)          | 5               |
| Canadá (Canadian Hot 100)                | 14              |
| Dinamarca (Tracklisten)                  | 20              |
| Escocia (The Official Charts Company)    | 2               |
| España (Top 100 Canciones)               | 22              |
| Estados Unidos (Billboard Hot 100)       | 70              |
| Estados Unidos (Hot Dance Club Songs)    | 2               |
| Estados Unidos (Latin Pop Airplay)       | 38              |
| Finlandia (OFC)                          | 16              |
| Francia (SNEP)                           | 3               |
| Hungría (Rádiós Top 40)                  | 12              |
| Hungría (Single Top 40)                  | 10              |
| Irlanda (IRMA)                           | 8               |
| Italia (FIMI)                            | 17              |
| Japón (Japan Hot 100)                    | 71              |
| Noruega (VG-lista)                       | 17              |
| Nueva Zelanda (Recorded Music NZ)        | 19              |
| Países Bajos (Dutch Top 40)              | 29              |
| Polonia (Dance Top 50)                   | 21              |
| Reino Unido (UK Dance Chart)             | 2               |
| Reino Unido (UK Singles Chart)           | 4               |
| República Checa (Rádio Top 100)          | 21              |
| Suecia (Sverigetopplistan)               | 7               |
| Suiza (Schweizer Hitparade)              | 7               |
| Venezuela (Pop/Rock Songs Record Report) | 1               |

| País           | Lista (2011)               | Posición | Ref.   |
| -------------- | -------------------------- | -------- | ------ |
| Alemania       | German Singles Chart       | 46       | [ 35 ] |
| Australia      | Australian Singles Chart   | 89       | [ 36 ] |
| Austria        | Austrian Singles Chart     | 55       | [ 37 ] |
| Estados Unidos | Hot Dance Club Songs       | 29       | [ 38 ] |
| Polonia        | Polish Dance Singles Chart | 76       | [ 39 ] |
| Suiza          | Swiss Singles Chart        | 55       | [ 40 ] |

| País        | Organismo certificador | Certificación    | Ref.   |
| ----------- | ---------------------- | ---------------- | ------ |
| Alemania    | BVMI                   | Disco de Oro     | [ 41 ] |
| Australia   | ARIA                   | Disco de Platino | [ 42 ] |
| Austria     | IFPI (Austria)         | Disco de Oro     | [ 43 ] |
| Bélgica     | BEA                    | Disco de Oro     | [ 44 ] |
| Reino Unido | BPI                    | Disco de Plata   | [ 45 ] |
| Suiza       | IFPI (Suiza)           | Disco de Oro     | [ 46 ] |

## Historial de lanzamientos
| País                | Fecha               | Formato                                     | Discográfica              |
| ------------------- | ------------------- | ------------------------------------------- | ------------------------- |
|                     | 20 de junio de 2011 | Descarga digital — Versión del instrumental | Virgin Records, EMI Music |
| 27 de junio de 2011 | Descarga digital    |                                             | Virgin Records, EMI Music |
| Reino Unido         | Descarga digital    | 10 de julio de 2011                         | EMI Music                 |
| Alemania            | 22 de julio de 2011 | Sencillo en CD                              | EMI Music                 |